# Кизима Ігор Володимирович
І́гор Володи́мирович Кизи́ма (нар. 6 листопада 1958, Любша, Рогатинський район, Станіславська область, Українська РСР, СРСР) — український дипломат. Тимчасово повірений у справах України в Азербайджані у 2005 році.

## Біографія
Народився 6 листопада 1958 року в селі Любша Рогатинського району на Івано-Франківщині.
Працював першим секретарем Посольства України в Азербайджані.
З серпня 2005 по листопада 2005 — Тимчасово повірений у справах України в Азербайджані.
Радник Посольства України в Туркменістані.
Радник Посольства України з політичних питань в Афганістані.
В 2015 році був першим секретарем Посольства України в Республіці Білорусь.